# Стрелок (фильм Руснака)
«Стрелок» (англ. The Contractor) — боевик 2007 года режиссёра Джозефа Руснака.

## Сюжет
Сотрудник ЦРУ Джеймс Дайл (Уэсли Снайпс) перед отставкой должен выполнить последнее задание — ликвидировать приговорённого к заключению террориста, который продолжает свою деятельность даже в тюрьме. Но вместо отставки Джеймса пытаются убить сотрудники АНБ.

## В ролях
| Актёр         | Роль            |
| ------------- | --------------- |
| Уэсли Снайпс  | Джеймс Дайл     |
| Элиза Беннетт | Эмили Дэй       |
| Лена Хиди     | Аннетт Балард   |
| Чарльз Дэнс   | Эндрю Виндсор   |
| Ральф Браун   | Джереми Коллинз |